# Yannick Stopyra
Yannick Stopyra (9 de gener de 1961) és un exfutbolista francès d'ascendència polonesa.

## Selecció de França
Va formar part de l'equip francès a la Copa del Món de 1986.